# Suininaukko
Suininaukko är en fjärd i Finland. Den ligger i landskapet Egentliga Finland, i den sydvästra delen av landet, 180 km väster om huvudstaden Helsingfors.
Suininaukko avgränsas av Reksaari och Valjumaa i norr, Ruotsalainen i öster, Jettesaari i söder och Korvenmaa i väster. Den ansluter till Tuoreenkarinaukko i sydöst.